# Bataille de White Marsh
Guerre d'indépendance des États-Unis
Batailles
- Bound Brook
- Short Hills
- Staten Island
- Cooch's Bridge
- Brandywine
- Clouds
- Paoli
- Germantown
- Red Bank
- Gloucester
- White Marsh
- Matson's Ford
- Valley Forge
- Quinton's Bridge
- Crooked Billet
- Barren Hill
- Monmouth

La bataille de White Marsh est une bataille de la campagne de Philadelphie durant la guerre d'indépendance des États-Unis qui eut lieu du 5 au 8 décembre 1777.